# Flying on My Own
«Flying on My Own» (с англ. — «Летаю сама по себе») — песня, записанная канадской певицей Селин Дион для её двенадцатого англоязычного студийного альбома Courage. Трек в стиле EDM был написан авторами Лиз Родригес, Йоргеном Элоффсоном и Антоном Мортенсоном, продюсерами последние два в компании с Ugly Babies выступили также продюсерами. Концертная версия была выпущена 9 июня 2019 года. 28 июня стала доступна студийная версия песни. Песня получила позитивные отзывы критиков, а также попала на первую строчку квебекского синглового чарта и вошла в топ-10 чартов Канады, Франции и США.

## Список композиций
- Цифровая дистрибуция

1. «Flying on My Own» — 3:32
2. «Flying on My Own» (Dave Audé Remix) — 4:06

- Цифровая дистрибуция

1. «Flying on My Own» (Live from Las Vegas) — 3:58

## Чарты
| Чарт (2019)                                | Высшая позиция |
| ------------------------------------------ | -------------- |
| Бельгия/Фландрия (Ultratip Bubbling Under) | 28             |
| Великобритания (OCC UK Singles Downloads)  | 99             |
| Канада (Hot Canadian Digital Songs)        | 9              |
| Квебек (ADISQ)                             | 1              |
| США (Billboard Dance Club Songs)           | 7              |
| США (Billboard Pop Digital Songs)          | 23             |
| Франция (SNEP Downloads)                   | 8              |
| Шотландия (OCC Scotland)                   | 90             |